# 關水金屬
關水金属株式会社（英語：Sekisui Kinzoku Co., Ltd.）是一家日本的N型和HO型模型鐵道設備製造商。其總部位於東京，於美國伊利諾州紹姆堡設有子公司Kato USA。

## 概況
關水金屬的總部設於東京，主力開發及銷售供應日本本土市場的鐵道模型產品如新幹線、在來線特急及通勤列車模型；並於美國伊利諾伊州設有分公司KATO USA，開發及銷售主供北美洲市場的鐵道模型產品。
關水金屬分別於東京及京都開設模型陳列及銷售中心Hobby Center Kato，店内設有大型情景路軌模型，陳列及銷售自家品牌的各類鐵道模型產品。並設有維修服務櫃台，為顧客提供維修服務。東京店於2014年初改建完成重新開放。
- 東京店：東京都新宿區西落合1丁目24番10号
- 京都站店：京都府京都市京都站大樓9樓

## 歷史
1957年8月，加藤祐治創辦關水金屬彫工舍。
1963年，開始進行以直流2線式電力系統推動的N比例鐵道模型開發。
1965年正式發售首部日本國內生産的N比例鐵道模型製品：C50形蒸氣機關車・オハ31形客車。
1966年開始銷售103系電車及固定式線路。
1967年3月，公司易名為「有限會社關水金屬」。
1977年7月，改組成株式會社關水金屬。同年於新宿高田馬場開設陳列室。
1980年設立株式會社カトー（KATO）。同年開始發售一體式路軌Unitrack（ユニトラック）。
1986年起，開始生產北美洲及歐洲常見的HO軌及16番軌鐵道模型列車及路軌產品。並於美國成立KATO USA分公司。
2003年，埼京線運行KATO TRAIN列車。
2004年，加藤祐治退出經營，由其兒子繼續經營。
2013年，開始發售目標客群為日本國內的外國車輛，第一個製品為瑞士冰河特快。
2016年，發售50周年記念製品C50形蒸氣機關車。

## 產品

### 車輛
KATO的列車模型，部份型號於設有馬達的動力車卡附設有飛輪裝置（flywheel），當控制器的電流輸出減少至零時，列車仍可向前滑行一小段距離，與真實列車更為相似。而部份型號列車亦依據真實列車的設計而增設擺式列車裝置，如真實擺式列車般於彎道時車身會自動傾側，以增加車身的向心力。

#### N規
自1965年的C50開始，不斷製品化日本的鐵路車輛，且以國鐵→JR車輛為主，私鐵車輛較少。
早期製品在車輛配屬上寫著「関スイ」，乃以公司名所設定的架空配屬地。

#### HO規
以1/80的比例製作。

### 軌道

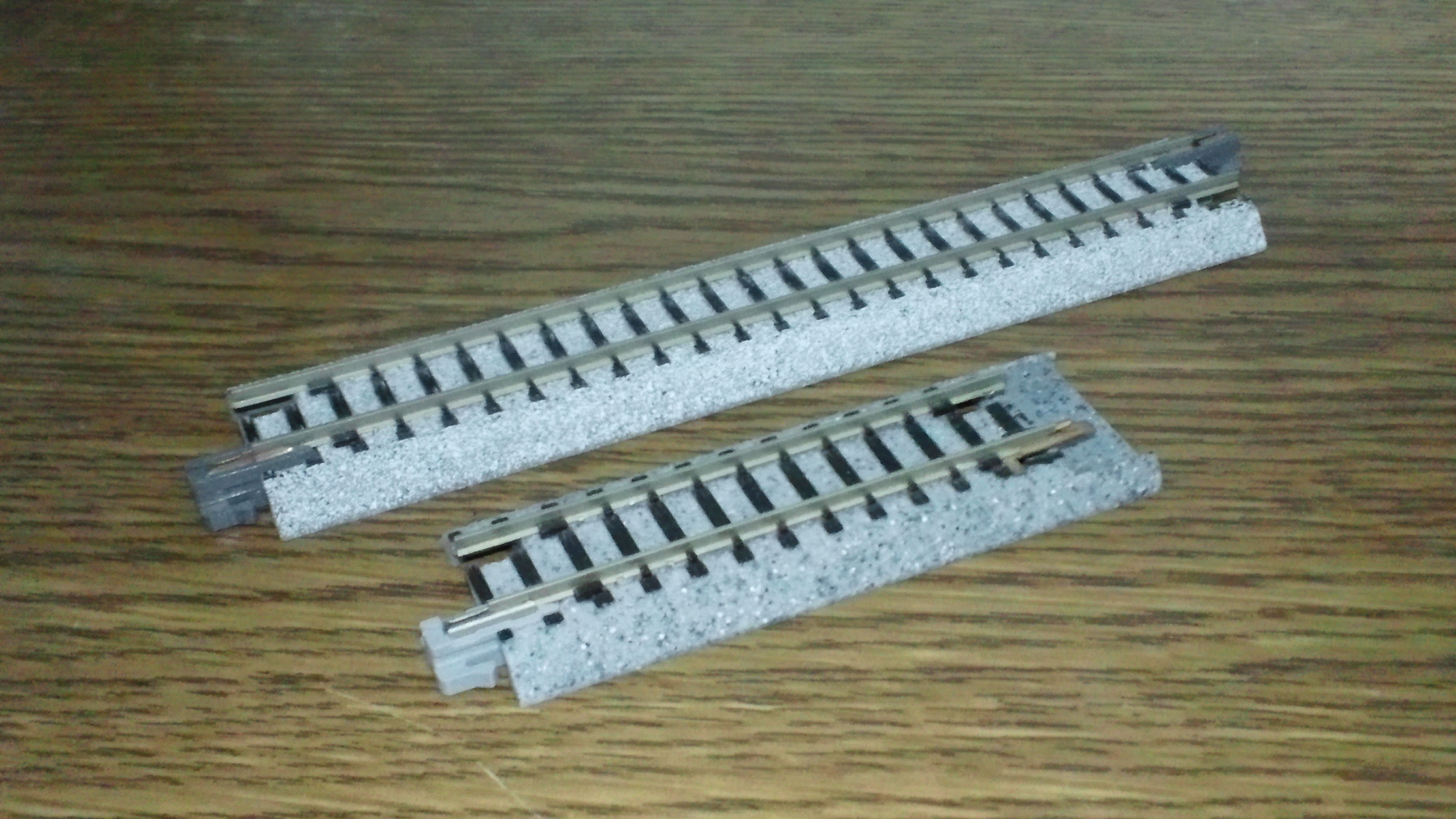
Kato的一體式路軌系列Unitrack

關水金屬以KATO品牌，生產N軌（N比例）及HO軌的鐵道列車模型、路軌、控制器及場景用品等一系列產品。
KATO的一體式路軌系列稱為Unitrack，將路軌、枕木及通電等集於一身的模組式軌道，備有不同長度及彎曲率半徑，可隨意配搭連接，軌道產品名稱格式為
R:曲線軌道/S:直線軌道+000（數字代表軌道的長度利用毫米作為單位，曲線也會著名度數）
除單購軌道外Unitrack提供多種套裝，以M,V開頭，方便使用者選購並融入場景
KATO現時有2款初始套裝，6款單線套裝及6款雙線套裝，值得一提的是直至2021年改變包裝前，包裝分為英語版及日語版，但基本相同。
初始套裝（M系列）
基本初始套裝（M1)
最基本的初始套裝，內含8條R315-45'曲線軌道，4條S248直線軌道，S124直線軌道及S124復位軌，一條S62及S62通電軌。除路軌外，此套裝亦包含控制器、變壓器、落軌器、以及通電線。 此套裝曲率半徑亦能保證所有種類的列車均可通過。
進階初始套裝（M2)
適合希望有更多變化玩家的初始套裝，基於基本初始套裝的基礎之上提供一組側線（V1套裝之內容），包括額外六條S248、一對道叉EP718-15L及EP718-15R、兩條R718-15以及兩條S62。除路軌外，此套裝亦包含電動轉切器、控制器、變壓器、落軌器、以及通電線。 此套裝曲率半徑亦能保證所有種類的列車均可通過。
擴充套裝（V系列）
單線島式月台專用待避線套裝（V1)
內含六條S248、一對道叉EP718-15L及EP718-15R、兩條R718-15以及兩條S62。除路軌外，此套裝亦包含電動轉切器。 玩家可按自己需求額外增購23-160近郊形DX島式月台套裝。
單線高架套裝（V2)
內含四條S248，8條R315-45V，四條S248V，兩條S124V以及一條S248T單線鐵橋（紅色）。除路軌外，此套裝亦包含橋墩套裝。
停車庫套裝（V3)
內含六條S248，兩條S186，兩條S64，兩組EP718-15L，一組EP718-15R以及三組阻車器。除路軌外此套裝亦包含電動轉切器。
小型對向月台用避車處套裝（V4)
相比V1略為簡單的套裝，內含四條S248，一對EP481-15L及EP481-15R以及補助軌道
內，外側雙線化套裝（V5)，（V6)
此套裝讓用戶基於V1之基礎下新增額外一組線路以容納兩輛列車同時行走，或能夠搭配V6三線行車。但此套裝設有控制器，如果希望兩條路線可以獨立行走需要需額外購買22-018BK控制器以及變壓器
複線交叉套裝（V7)(已停售）
此套裝供用戶搭配V1/V6/V7使用，內含一組WX310複線交叉，兩組S248軌道，以及兩組S62軌道。除路軌外此套裝亦包含電動轉切器。
九十度平面交叉套裝（V8)（已停售）
此套裝能夠基於基本套裝基礎下組成平面八字型軌道，內含一組X90交叉線路、8組S64軌道、4組S45軌道、1組S124直線軌道，以及4組R315-45曲線軌道
十五度平面交叉套裝（V9)/(V10)（已停售）
此套裝讓用戶能夠於只有一個控制器的情況下運行雙軌，內含一組X15(V9向左，V10向右），7組S248直線軌道、5組S64直線軌道、1組S62直線軌道、8組R348-30曲線軌道以及兩組R718-15曲線軌道
另外有發售轉接TOMIX的轉接軌，透過此轉接軌可將KATO和TOMIX的軌道連接一起。

## 資料來源
1. ↑  . www.katousa.com.   [2020-12-24]. （原始内容存档于2021-04-17）.
2. ↑  .   [2014-05-03]. （原始内容存档于2014-07-04）.

## 外部連結
- Kato 日本 （页面存档备份，存于）
- Kato USA （页面存档备份，存于）